# قطعنامه ۱۴۱۴ شورای امنیت
قطعنامه ۱۴۱۴ شورای امنیت سازمان ملل متحد که در تاریخ ۲۳ مه ۲۰۰۲ تصویب شد، سندی بین‌المللی دربارهٔ پذیرش اعضای جدید سازمان ملل متحد: جمهوری دموکراتیک تیمور شرقی است. این قطعنامه طی نشست ۴۵۴۲ام تصویب شد.